# Nilstjärnen, Värmland
Nilstjärnen är en sjö i Hagfors kommun i Värmland och ingår i Göta älvs huvudavrinningsområde. Sjön är 10,4 meter djup, har en yta på 0,16 kvadratkilometer och befinner sig 301 meter över havet.